# Rose Lavelle
Rosemary Kathleen Lavelle (* 14. Mai 1995 in Cincinnati, Ohio) ist eine US-amerikanische Fußballspielerin. Seit dem 4. Januar 2024 ist sie Vertragsspielerin des Gotham FC, seit 2017 A-Nationalspielerin. 2019 wurde sie Weltmeisterin mit der US-amerikanischen Nationalmannschaft und gewann mit ihr 2024 die olympische Goldmedaille.

## Karriere

### College und Vereine
Sie spielte zunächst für den Sycamore United Soccer Club und seit der U14 für Cincinnati United Premier aus ihrer Geburtsstadt. Während ihres Studiums an der University of Wisconsin–Madison spielte Lavelle für die dortige Universitätsmannschaft der Wisconsin Badgers in der Big Ten Conference und erhielt in der Zeit zahlreiche Auszeichnungen. Parallel dazu absolvierte sie ab 2014 sporadisch Einsätze für die Dayton Dutch Lions in der USL W-League und Seattle Sounders.
Am 12. Januar 2017 wurde sie als erste Spielerin des 2017 NWSL College Draft von der Franchise der Boston Breakers verpflichtet. Nach einem guten Saisonstart erlitt sie im Juni einen Kreuzbandriss, so dass sie bis September ausfiel. Die Breakers schlossen die Saison auf dem vorletzten Platz der Tabelle ab und verpassten die Playoffs deutlich. Vor der Saison 2018 wurden die Breakers aus finanziellen Gründen aus der NWSL zurückgezogen. 2018 wurde sie als erste Spielerin des 2018 NWSL Dispersal Draft von den Washington Spirit verpflichtet. Auch mit ihrem neuen Verein reichte es nur zum vorletzten Platz in der Tabelle. 2019 verpassten sie als Fünfte knapp die Finalrunde. Da die Liga während der WM nicht pausierte, hatte sie in dieser Saison nur sechs Einsätze.
Im August 2020 wechselte sie zu OL Reign, von wo aus sie zu Manchester City wechselte. Mit ManCity gewann sie den englischen Pokal der Frauen. Mit ManCity nahm sie an der UEFA Women’s Champions League 2020/21 teil, schied dort aber nach einer 0:3-Auswärtsniederlage und einem 2:1-Heimsieg im Viertelfinale gegen den späteren Sieger FC Barcelona aus. Seit Mai 2021 spielt sie wieder für OL Reign. Nach dem zweiten Platz zum Ende der regulären Saison waren sie direkt für das Halbfinale der Playoffs qualifiziert, verloren dieses aber mit 1:2 gegen den späteren Meister Washington Spirit.
Zur Spielzeit 2024 wurde sie vom US-amerikanischen Erstligisten NJ/NY Gotham FC verpflichtet.

### Nationalmannschaft
Lavelle nahm mit der US-amerikanischen U-20-Nationalmannschaft an der CONCACAF U-20-Meisterschaft der Frauen 2014 teil, wo sie als beste Spielerin ausgezeichnet wurde. Sie gewann mit ihrer Mannschaft das Turnier ohne Gegentreffer und qualifizierte sich damit für die U-20-Fußball-Weltmeisterschaft der Frauen 2014 in Kanada. Hier kam sie in allen vier Spielen zum Einsatz. Nach einer 0:2-Auftaktniederlage gegen den späteren Weltmeister Deutschland, gewann sie mit ihrer Mannschaft gegen Brasilien mit 1:0 und China mit 3:0, wobei sie das letzte Tor erzielte. Im Viertelfinale gegen Nordkorea, das nach Verlängerung 1:1 endete, verloren die US-Girls mit 1:3 im Elfmeterschießen, wobei sie eine von drei Fehlschützinnen ihrer Mannschaft war.
Im November 2015 erhielt sie eine Einladung zum Trainings-Camp der A-Nationalmannschaft für die Victory-Tour nach dem Gewinn der WM 2015. Ihren ersten Einsatz in der A-Nationalmannschaft hatte sie dann am 4. März 2017 im Rahmen des SheBelieves Cup 2017 im mit 0:1 gegen England verlorenen zweiten Gruppenspiel. Bei ihrem Debüt wurde sie als Spielerin des Spiels ausgezeichnet. Ihr erstes Tor erzielte sie einen Monat später beim 5:1 im Freundschaftsspiel gegen Russland. Es folgten weitere Einsätze im Juni bei Freundschaftsspielen, in denen sie gegen Schweden am 8. Juni 2017 in Göteborg den 1:0-Siegtreffer erzielte. Aufgrund ihres Kreuzbandrisses konnte sie für das im Juli 2017 ausgetragene Tournament of Nations nicht berücksichtigt werden.

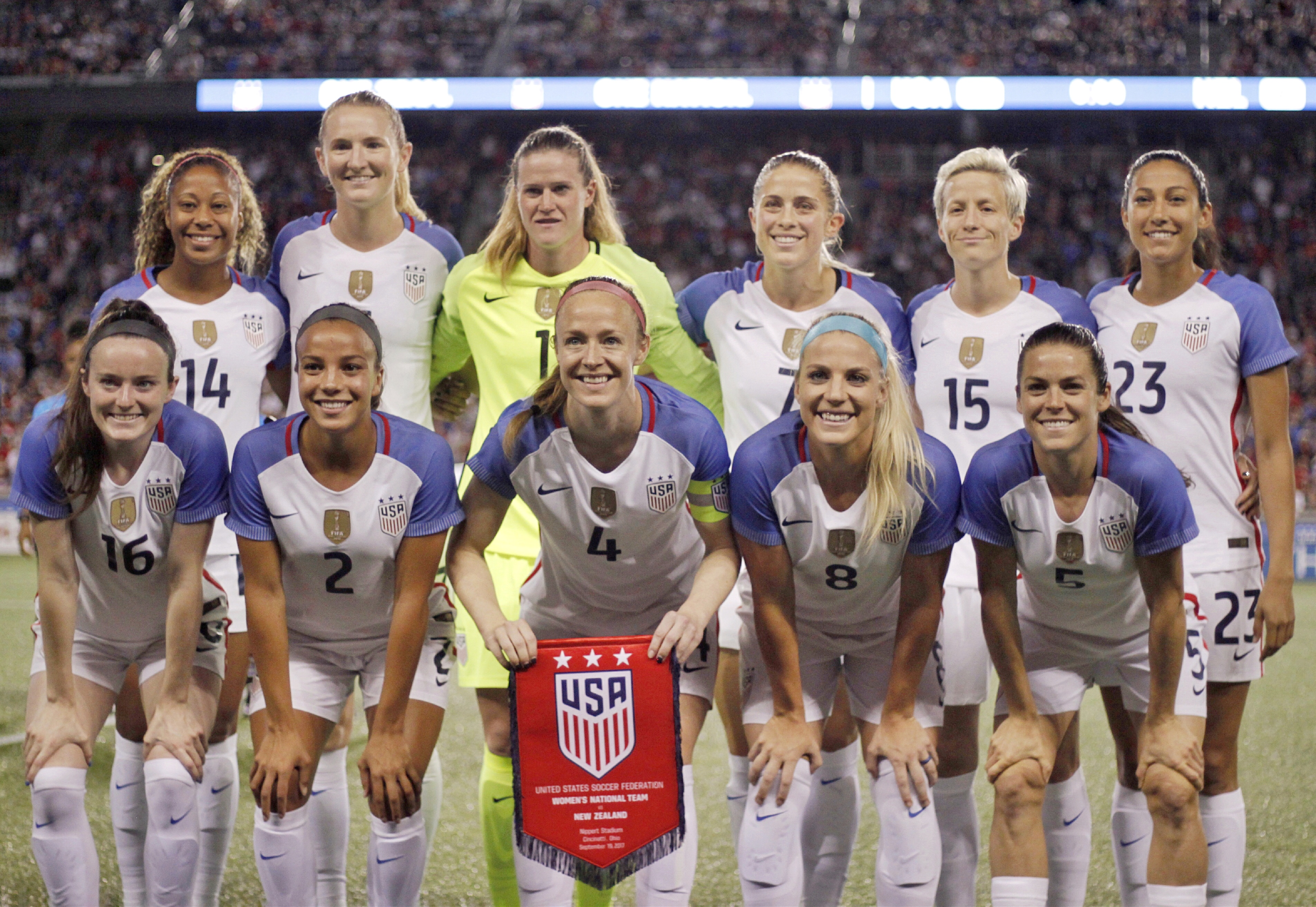
Lavelle, vorne links (Nr. 16) mit der US-Mannschaft vor dem Spiel gegen Neuseeland in ihrer Heimatstadt Cincinnati

Erst im September wurde sie beim 5:0 gegen Neuseeland in ihrer Heimatstadt vor 30.596 Zuschauern wieder eingesetzt, aber bereits nach 33 Minuten ausgewechselt um sie nach der auskurierten Verletzung nicht zu stark zu belasten. Für den SheBelieves Cup 2018 wurde sie zunächst nominiert, dann aber aus dem endgültigen Kader gestrichen. Nach dem letzten Platz ein Jahr zuvor, konnte die US-Mannschaft das Turnier diesmal gewinnen, obwohl sie selber nur zwei Tore schoss und das Spiel gegen England nur durch ein Eigentor der englischen Torhüterin gewann. Ende Juli/Anfang August wurde sie für das Tournament of Nations nominiert und kam in den drei Spielen gegen Japan (4:2), Vorjahressieger Australien (1:1) und Brasilien (4:1, mit einem Tor von Lavelle) zum Einsatz.
Im Oktober 2018 nahm sie mit der Mannschaft am CONCACAF Women’s Gold Cup 2018 teil. Sie stand dabei viermal in der Startelf und wurde im zweiten Gruppenspiel gegen Panama zur zweiten Halbzeit eingewechselt. Dabei trug sie im Gruppenspiel gegen Trinidad und Tobago zwei Tore zum 7:0-Sieg bei, die sie innerhalb von zwei Minuten erzielte. Im Finale gegen Kanada erzielte sie bereits in der zweiten Minute das 1:0 (Endstand: 2:0). Bereits durch den Finaleinzug hatte sich die US-Mannschaft für die WM 2019 qualifiziert. Auch in den danach ausgetragenen Freundschaftsspielen kam sie zum Einsatz. Beim 1:0-Sieg gegen Spanien am 22. Januar 2019 spielte sie in der eigenen Hälfte den Ball zu Christen Press, die einen Alleingang startete, den sie mit dem Siegtreffer abschloss.
Am 1. Mai 2019 wurde sie für die WM 2019 nominiert. Bei der WM kam sie in sechs Spielen zum Einsatz und erzielte drei Tore. Lediglich im zweiten Gruppenspiel gegen Chile, als die meisten Stammspielerinnen nicht eingesetzt wurden, saß sie nur auf der Bank. Sie stand in den sechs Spielen in der Startelf, wurde aber in fünf Spielen jeweils zwischen der 57. und 89. Minute ausgewechselt. Lediglich im Finale gegen die Niederlande blieb sie 90 Minuten auf dem Platz und erzielte das Tor zum 2:0-Endstand.
Am 23. Juni 2021 wurde sie für die wegen der COVID-19-Pandemie um ein Jahr verschobenen Olympischen Spiele nominiert. Bei den Spielen wurde sie im ersten Gruppenspiel gegen Schweden, das nach 44 Spielen ohne Niederlage mit 0:3 verloren wurde, in der 80. Minute ausgewechselt. Im zweiten Spiel gegen Neuseeland, das 6:1 gewonnen wurde, erzielte sie in der 9. Minute das erste Tor, wurde aber nach 68 Minuten beim Stand von 3:0 wieder ausgewechselt. Beim anschließenden torlosen Remis gegen Australien stand sie 87 Minuten auf dem Platz und wurde dann als letzte Spielerin ihrer Mannschaft ausgewechselt. Im Viertelfinale gegen Europameister Niederlande stand sie nicht in der Startelf, wurde aber beim Stand von 2:2 in der 68. Minute eingewechselt. Da es nach 120 Minuten immer noch 2:2 stand, kam es zum Elfmeterschießen, bei dem sie als erste Schützin erfolgreich war. Da auch drei ihrer Mitspielerinnen ihren Elfmeter verwandelten und ihre Torhüterin zwei Elfmeter halten konnte, erreichten sie das Halbfinale. Dies war das einzige Spiel im Turnier, bei dem sie die volle Spielzeit mitwirkte, mit ihrer Mannschaft aber mit 0:1 gegen die Kanadierinnen verlor. Im Spiel um die Bronzemedaille gegen Australien, das mit 4:3 gewonnen wurde, kam sie nach einer Stunde beim Stand von 4:2 von der Bank.
Am 21. Juni 2023 wurde sie für die WM-Endrunde nominiert, wurde in zwei der vier Spiele ihres Teams eingesetzt und schied mit der Mannschaft im Achtelfinale im Elfmeterschießen gegen die Schwedinnen aus.
Am 4. Juni 2024 bestritt sie beim Freundschaftsspiel gegen Südkorea ihr 100. Länderspiel.
Am 26. Juni 2024 wurde sie für die Olympischen Spiele in Paris nominiert. Sie kam in fünf der sechs Spiele ihrer Mannschaft zum Einsatz, wurde lediglich im Finale nicht eingesetzt.

## Erfolge
- 2014: Gewinn der CONCACAF U-20-Meisterschaft der Frauen 2014
- 2018: Sieg beim Tournament of Nations 2018
- 2018: Gewinn des CONCACAF Women’s Gold Cup 2018
- 2019: Gewinn der Fußball-Weltmeisterschaft der Frauen 2019
- 2019/2020: Englische Pokalsiegerin
- 2020: Gewinn des SheBelieves Cup 2020
- 2021: Gewinn des SheBelieves Cup 2021
- Olympische Spiele 2020: Bronzemedaille
- 2022: Gewinn des SheBelieves Cup 2022
- 2022: Gewinn der CONCACAF W Championship
- 2023: Gewinn des SheBelieves Cup 2023
- Olympische Spiele 2024: Goldmedaille (ohne Finaleinsatz)

## Auszeichnungen
- 2014: Beste Spielerin der CONCACAF U-20-Meisterschaft der Frauen 2014
- 2019: Bronzener Ball als drittbeste Spielerin der WM.